# Tre mand på en tømmerflåde
Tre mand på en tømmerflåde (russisk: Верные друзья, translit.: Vernye druzja, da.: "Sande venner") er en sovjetisk spillefilm fra 1954 produceret af Mosfilm og instrueret af Michail Kalatosov.
Filmen havde dansk premiere i maj 1955.

## Handling
Tre barndomsvenner har som børn lovet hinanden, at de en dag vil rejse ned ad floden Jauza. 30 år senere er de blevet travlt optaget af karriere, men opfylder deres gamle løfte og de begiver sig ned ad floden på en tømmerflåde. De oplever mange eventyr undervejs, og deres venskab styrkes under turen.

## Produktion
Filmen blev indspillet kort efter Stalins død, hvor den politiske kontrol over sovjetiske filmindustri blev slækket, og Tre mand på en tømmerflåde var den første film, der blev produceret i tøbruddet efter Stalins død. Manuskriptet blev sendt til godkendelse i 1952, men tilladelse til optagelserne blev først givet efter Stalin døde.
Optagelserne begyndte i Moskva i sommeren 1953 og efter alle scenerne i Moskva var blevet filmet, flyttede filmholdet til Kaluga-regionen til optagelser af flodturen, som fandt sted på Oka i nærheden af Tarusa. Da efterårsregnen satte ind, tog filmgruppen til Rostov ved Don, hvor vejret stadig var varmt. Den flåde, som hovedpersonerne sejlede på, blev omhyggeligt demonteret under flytningen og genopbygget på den nye lokation. Det blev også koldere i Rostov ved Don i oktober, og skuespillerne, der filmede i sommertøj i den gennemtrængende vind, måtte lade som om, at der var varmt.
Filmen blev optaget på importeret Kodak-farvefilm.

## Modtagelse
Filmen solgte i USSR 30,9 millioner billeter og var derved blandt de meste sete sovjetiske film i 1954.
Filmen fik forholdsvis pæne anmeldelser i vestlige medier. New York Times skrev, at filmen "var overraskende afslappet og til tider et smittende eventyr" og andre roste filmens lethed på trods af den noget tynde historie. 
Filmen havde dansk biografpremiere i maj 1955.

## Medvirkende
- Vasilij Merkurjev som Vasilij Nestratov
- Boris Tjirkov som Boris Tjizhov
- Aleksandr Borisov som Aleksandr Lapin
- Aleksej Gribov som Nekhoda
- Lilija Gritsenko som Natalja Sergejevna